# Night Hunter
Night Hunter (títol de treball original: Nomis) és una pel·lícula thriller psicològic del Canadà de 2018 escrit i dirigit per David Raymond. És protagonitzada per Henry Cavill, Ben Kingsley, Alexandra Daddario i Stanley Tucci, amb Brendan Fletcher, Minka Kelly i Nathan Fillion en papers secundaris. Es va estrenar al Festival de Cinema de Los Angeles el 28 de setembre de 2018 i es va estrenar el 8 d'agost de 2019 per DirecTV en vídeo a la carta i als cinemes el 6 de setembre de 2019 per Saban Films.

## Sinopsi
Quan el detectiu de la policia Marshall (Henry Cavill) i el vigilant local Cooper (Ben Kingsley) arresten un assassí en sèrie de dones, descobreixen que el seu joc acaba de començar. La caça està en marxa mentre l'assassí pensa una sèrie d'atacs mortals entre reixes. En una carrera desesperada contrarellotge, Marshall i Cooper lluiten per mantenir-se un pas endavant del pla mortal del seu sospitós.

## Repartiment
- Henry Cavill com a Walter Marshall
- Ben Kingsley com a Michael Cooper
- Alexandra Daddario com a Rachel Chase
- Stanley Tucci com a commissionari Harper
- Brendan Fletcher com a Simon Stulls / bessó de Simon
- Minka Kelly com a Angie
- Nathan Fillion com a Matthew Quinn
- Mpho Koaho com a Glasow
- Emma Tremblay com a Faye
- Eliana Jones com a Lara
- Daniela Lavender com a Dickerman
- Beverly Noukwu com a Biggs
- Dylan Penn com a Sophia
- Carlyn Burchell com a Amy Stulls